# Уилкинсон, Джордж
Джордж Уилкинсон (англ. George Wilkinson; 3 марта 1879, Манчестер — 7 августа 1946, Манчестер) — британский ватерполист, чемпион летних Олимпийских игр 1900, 1908 и 1912.
На Играх 1900 в Париже Уилкинсон входил в состав британской ватерпольной команды. Сначала она обыграла первую французскую команду в четвертьфинале, потом вторую в полуфинале, и в финальном матче она выиграла у бельгийской сборной, получив золотые медали.
Через восемь лет Уилкинсон соревновался на Играх в Лондоне. Единственный матч Великобритании был с Бельгией, который британцы выиграли со счётом 9:2. На том турнире Уилкинсон, забив 4 мяча, занял второе место в списке бомбардиров, разделив его с бельгийцем Оскаром Грегуаром
Ещё через четыре года Уилкинсон снова принял участие в Играх в Стокгольме. Его команда сначала обыграла бельгию, затем Швецию, и в финале Австрию, выиграв золотые медали.